# Grèges
Grèges är en kommun i departementet Seine-Maritime i regionen Normandie i norra Frankrike. Kommunen ligger i kantonen Dieppe-Est som tillhör arrondissementet Dieppe. År 2022 hade Grèges 840 invånare.

## Befolkningsutveckling
Antalet invånare i kommunen Grèges
| Referens: INSEE |